# Rosa ossethica
Rosa ossethica är en rosväxtart som beskrevs av Ida P. Mandenova. Rosa ossethica ingår i släktet rosor, och familjen rosväxter. Inga underarter finns listade i Catalogue of Life.